# Bob Iger

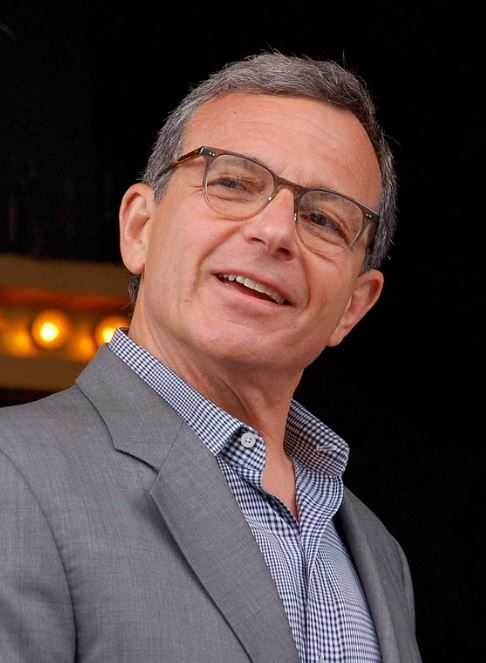
Bob Iger (2013)

Robert Allen „Bob“ Iger (* 10. Februar 1951 in Oceanside, New York) ist ein US-amerikanischer Manager und Chief Executive Officer (CEO) der Walt Disney Company. In gleicher Funktion leitete er den Konzern bereits von 2005 bis 2020. Nachdem sein Nachfolger Bob Chapek nach weniger als drei Jahren im Amt entlassen worden war, übernahm Iger Ende November 2022 erneut die Funktion als CEO von Disney.

## Leben
Iger wurde in Oceanside, New York, in eine jüdische Familie geboren. Nach seiner Schulausbildung studierte er am Ithaca College. Nach seinem Studium arbeitete Iger zunächst als Moderator der Wetteransage bei einem lokalen Radiosender. 1974 wechselte er zur American Broadcasting Company (ABC), wo er sich in den folgenden Jahren hocharbeitete. Von 1994 bis 1995 war Iger Präsident von ABC Television und wurde dann zum Präsidenten von Capital Cities/ABC. ernannt. 1996 wurde er Mitglied des Managements des Walt-Disney-Konzerns als Chairman der nun zu Disney zugehörigen ABC Group. 1999 wurde er außerdem Präsident von Walt Disney International.
Im Januar 2000 stieg Iger zur Nummer zwei im Konzern Disney auf, wo er fünf Jahre unter dem Präsidenten Michael Eisner arbeitete. 2005 wurde Eisner auf Druck von Roy E. Disney durch Iger abgelöst.
Iger wurde im Juni 2010 von US-Präsident Barack Obama zum Mitglied des President’s Export Council ernannt, einem Gremium, das den Präsidenten in wirtschaftlichen Fragen beraten soll. Von 2011 bis September 2019 diente er außerdem im Board of Directors von Apple, wo er wegen der Konkurrenz der Streaming Angebote von Disney und Apple von seiner Position zurücktrat. 2012 wurde Iger in die American Academy of Arts and Sciences gewählt.
2016 wurde er von der Fachzeitschrift The Hollywood Reporter zur einflussreichsten Person Hollywoods erklärt. Sein Jahresgehalt belief sich im Jahr 2018 auf 66 Millionen US-Dollar.
Im Jahr 2020 übergab Iger sein Amt als CEO von Disney an seinen Nachfolger Bob Chapek. Nachdem dieser nach weniger als drei Jahren im Amt entlassen worden war, übernahm Iger Ende November 2022 erneut die Funktion als CEO von Disney. Sein Vertrag läuft bis 31. Dezember 2026.
Iger ist seit Jahrzehnten eingetragener Demokrat und organisierte für Hillary Clinton Spenden-Dinners. Im Dezember 2016 wurde er als einziger Manager der Medienindustrie Mitglied eines wirtschaftlichen Beratergremiums von Donald Trump. Als Trump das Pariser Klimaabkommen kündigte, trat Iger aus Protest aus dem Beratergremium aus.
Iger ist in zweiter Ehe mit dem ehemaligen Ford-Model und Fernsehjournalistin Willow Bay verheiratet. Er hat vier Kinder, wovon zwei aus seiner ersten Ehe stammen.

## Werke
- Robert Iger: The Ride of a Lifetime: Lessons Learned from 15 Years as CEO of the Walt Disney Company. Random House, New York 2019, ISBN 0-399-59209-1.
- Robert Iger: Das Vermächtnis meines Lebens. Meine Erfolgsprinzipien aus 15 Jahren an der Spitze von Walt Disney. Finanzbuch, München 2020, ISBN 978-3-95972-356-5.